# Lex Publilia Philonis
Lex Publilia Philonis de patrum auctoritate, česky zákon Publilia Philona je římský zákon z roku 339 př. n. l. Jeho rogatorem (navrhovatelem) byl plebejský diktátor Quintus Publilius Philo. Tento zákon měnil proceduru přijímání zákonů (leges) centurijním lidovým shromážděním (Comitia centuriata) v tom smyslu, že souhlas senátu s navrhovaným zákonem, do té doby udělovaný nebo odpíraný až po schválení zákona na lidovém shromáždění, byl napříště udílen před předložením zákona lidovému shromáždění.
To v zásadě znamenalo, že se ze schvalování návrhu senátem stala toliko formalita. 
V případě usnesení plebejského shromáždění (plebiscit) byla obdobná reforma zavedena zákonem Hortensiovým (lege Hortensia) roku 287 př. n. l.